# Stevie Ray Vaughan
Stevie Ray Vaughan (født 3. oktober 1954, død 27. august 1990) (SRV) var en amerikansk bluesguitarist der blandt guitarister har kultstatus som legende. Han er kendt som en af de mest indflydelsesrige elektriske bluesmusikere nogensinde. Mange  mener at hans spillestil minder om Jimi Hendrix, men der er dog skarp debat  om hvorvidt dette er sandt.
Der hersker dog enighed om , at hans indflydelse på den elektriske bluesmusik er lige så markant som Jimi Hendrix' tilsvarende inden for rocken.[kilde mangler]
Efter at have spillet i en række grupper, grundlagde Vaughan blues rock-gruppen Double Trouble med trommeslageren Chris Layton og bassisten Tommy Shannon sidst i 70'erne. Da han var meget populær blandt de lokale i Dallas, fik David Bowie og Jackson Browne begge to øje på ham, og han har siden spillet med på albummer med begge. Bowie hørte først Vaughan ved Montreux Jazz Festivalen, hvor publikum buhede ham af scenen, da hans lidt hårde bluesrockstil tilsyneladende var en tand for meget for det hovedsagelig jazz-interesserede publikum.
Senere vendte Double Trouble tilbage til Montreux, og blev en fantastisk succes. Vaughan medvirkede efterfølgende på Bowie albummet Let's Dance fra 1983.
Stevie Ray Vaughan & Double Troubles debutalbum, Texas Flood, udkom i 1983, med et top-20 hit Pride and Joy. Albummet solgte godt blandt både blues- og rockfans. De efterfølgende albummer, Couldn't Stand The Weather (1984) og Soul To Soul (1985) havde lignende succes.
Stofmisbrug og alkoholisme begyndte at blive et problem for Vaughan midt i 80'erne, og han brød sammen under en turné i Tyskland 1986. Han søgte hjælp med disse problemer senere samme år, og var i sidste halvdel af sin korte karriere fuldstændig afholdende.
Således 'genfødt' og med ny vitalitet, udgav han sit – skulle det vise sig – sidste album, In Step i 1989, for hvilket han vandt en Grammy for Best Contemporary Blues Record.
Vaughans comeback endte abrupt om morgenen den 27. august 1990, da en helikopter han var om bord på styrtede ned og dræbte alle passagerer, umiddelbart efter hans sidste koncert i Alpine Valley. En koncert hvor han bl.a. havde optrådt med sin storebror Jimmie Vaughan, Robert Cray, Buddy Guy, Eric Clapton med flere.
Kort forinden denne tragiske begivenhed, havde han indspillet materiale til et duetalbum med sin bror, Jimmie Vaughan (også en kendt bluesguitarist). Dette album blev udgivet året efter hans død, i september 1990, og blev et stort hit.
I 1991 udkom The Sky Is Crying, det første af en række opsamlingsalbummer, udgivet efter Vaughans død. Siden er der også udkommet flere albums, med bootlegoptagelser fra livekoncerter og radioshows med SRV.
Jimmie Vaughan skrev og indspillede senere et nummer til hyldest for sin lillebror og andre døde bluesguitarister med titlen Six Strings Down.
Stevie Ray var kendt for sin favoritguitar, en gammel, ramponeret Fender Stratocaster guitar (som han kaldte Number One), som Fender siden 1992 har produceret som signature model, under betegnelsen SRV.

## Diskografi

### Albums
1. Texas Flood (1983)
2. Couldn't Stand the Weather (1984)
3. Soul to Soul (1985)
4. Live Alive! (Live, 1986)
5. In Step (1989)
6. Family Style (1990)
7. The Sky Is Crying (1991)
8. In The Beginning (Live, 1992)
9. Live At Carnegie Hall (Live, 1997)

### Opsamlinger
1. Greatest Hits (1995)
2. The Real Deal: Greatest Hits Volume 2 (1999)
3. Blues at Sunrise (2000)
4. The Essential Stevie Ray Vaughan and Double Trouble (1995)

### Bootlegs
1. 1980-07-22 Kings Head Bay Inn, Norfolk, Virginia